# Zelandia (mikrokontynent)
Zelandia (ang. Zealandia) – mikrokontynent leżący na wschód od Australii, którego około 94% powierzchni znajduje się pod wodą. Jego lądy stanowią przede wszystkim archipelag Nowa Zelandia i Nowa Kaledonia wraz z przybrzeżnymi wyspami (m.in. Wyspy Lojalności, Île des Pins, Wyspy Chesterfield), oprócz nich mniejsze wyspy jak australijskie Norfolk i Lord Howe. W 2017 roku grupa naukowców (m.in. Nick Mortimer) postulowała, aby uznać go za odrębny kontynent. Według takiego podejścia stanowiłby najmniejszy pod względem wielkości kontynent.
Odrębność Zelandii przypuszczalnie rozpoczęła się od subdukcji płyty Phoenix pod płytę antarktyczną w ówczesnej wschodniej Gondwanie. Wówczas region ten uległ wypiętrzeniu, a następnie, na skutek kolejnych ruchów tektonicznych, oderwaniu od głównego kontynentu.